# Distelbehangersbij
De distelbehangersbij (Megachile ligniseca) is een vliesvleugelig insect uit de familie Megachilidae. De wetenschappelijke naam van de soort werd in 1802 als Apis ligniseca gepubliceerd door William Kirby.